# Euphorbia hildebrandtii
Euphorbia hildebrandtii är en törelväxtart som beskrevs av Henri Ernest Baillon. Euphorbia hildebrandtii ingår i släktet törlar, och familjen törelväxter. IUCN kategoriserar arten globalt som sårbar.
Artens utbredningsområde är Madagaskar. Inga underarter finns listade i Catalogue of Life.